# Weerwolven (militaire eenheid)
De Weerwolven (Duits: Werwolf) was een nazi-organisatie, opgericht in 1944 door Joseph Goebbels met steun van Adolf Hitler en Robert Ley. Zij had als doel het opleiden van nationaalsocialistische strijders om achter de geallieerde linies terroristische aanslagen te plegen. De organisatie gebruikte de wolfsangel als insigne. De naam verwijst naar de weerwolf, een mythologische figuur die 's nachts van een mens in een wolf verandert en mensen en dieren verslindt.
In maart 1945 pleegde een groepje Weerwolven een dodelijke aanslag op de pro-geallieerde Akense burgemeester Franz Oppenhoff. Ook werden er aanslagen gepleegd op geallieerde soldaten. De Weerwolven werden eind april 1945 omgevormd tot een partizanenorganisatie. Goebbels had het volk onder de noemer Aktion Werwolf opgeroepen over te gaan tot een partizanenoorlog, om zo alsnog de eindoverwinning voor Duitsland veilig te stellen. Van dit voorstel kwam echter weinig terecht. Na de val van het naziregime (mei 1945) viel de Weerwolven-beweging uiteen. In 1949 werden de plegers van de aanslag op burgemeester Oppenhoff berecht.
Van verdere activiteiten van de Weerwolven is weinig bekend. Ondanks de beperkte dreiging die uitging vanuit de Weerwolf-beweging, heeft de Sovjet-bezetter in de Sozialistische Besatzungszone (de latere DDR) massaal jongeren gearresteerd onder het voorwendsel van Werwolftätigkeit. Tal van jonge onschuldige tieners belandden als gevolg hiervan in de beruchte Speziallager, zoals Sachsenhausen, Buchenwald en Jamlitz. Velen onder hen overleefden hun gevangenschap niet.

## Organisatie
- General Inspekteur fur Spezialabwehr: SS-Obergruppenführer Hans-Adolf Prützmann (19 september 1944 - 30 april 1944[5])
- Vertreter (plaatsvervanger): Generalleutnant Hans Juppe[6]
  - Adjutant: SS-Sturmbannführer Kamm[7] - SS-Sturmbannführer Muller-West[7]
- Chef des Stabes (stafchef): SS-Obersturmbannführer/SS-Standartenführer Karl Tschiersky[8][4] (28 november 1944[9] - maart 1945[10]) SS-Brigadefuhrer Opländer[10][4] (10 februari 1945[9])
- Werwolf-Training Amt  (training en administratie): SA-Brigadefuhrer Siebel[4]
  - Adjutant Oberleutnant Sulle[7]
- SS-propagandaspecialist SS-Standartenfuhrer Günther d'Alquen[4]
- Werwolf-Personel-Amt (personeelszaken): SS-standartenführer Kotthaus[6]
- Werwolf-Nachrichten Abteilung (verbindingsafdeling): Hauptmann der Polizei Schwizer
- Werwolf-Weiblich Abteilung (vrouwelijk afdeling): Frau Maisch (toegetreden in het voorjaar van 1945[6])
- Werwolf-Sanität Abteilung (geneeskundige afdeling) - Dr. Hert of Dr. Huhn[7]

## Inspecties
- Inspekteur Werwolf-Nord:
- Inspekteur Werwolf-Süd:
- Inspekteur Werwolf-West: SS-Obergruppenführer en Generaal in de Waffen-SS Karl Gutenberger (november 1944 - 8 mei 1945[11][12][13])
- Inspekteur Werwolf-Ost:

## Bekende Duitse Weerwolven
- Erich Loest
- Hans Zöberlein
- Rolf Karbach
- Walter Kurreck
- Gustav Schiller
- Wolfgang Pintzka
- Benno Prieß